# Ткачук, Григорий Романович
Григорий Романович Ткачук (1880 — не ранее 1935) — ротный командир Алексеевского военного училища, подполковник, герой русско-японской войны.

## Биография
Из потомственных дворян. Уроженец Санкт-Петербургской губернии. Среднее образование получил в Псковской гимназии, где окончил полный курс.
В 1903 году окончил Московское военное училище, откуда выпущен был подпоручиком в 96-й пехотный Омский полк. С началом русско-японской войны, 25 ноября 1904 года переведен в 86-й пехотный Вильманстрандский полк. Удостоен ордена Св. Георгия 4-й степени
За отличный подвиг мужества, выказанный им в ночь с 19 на 20 февраля 1905 года, когда, участвуя в контр-атаке, первым вбежал на неприятельские окопы и захватил три японских пулемета и четыре зарядных ящика.
По окончании войны, 18 января 1906 года переведен обратно в 96-й пехотный Омский полк. Произведен в поручики 10 сентября 1906 года, в штабс-капитаны — 26 ноября 1909 года «за отличие по службе». 4 сентября 1910 года переведен в Алексеевское военное училище младшим офицером. 14 сентября 1911 года зачислен по гвардейской пехоте, 6 декабря 1914 года произведен в капитаны.
С 5 декабря 1914 года был командиром 5-й роты Алексеевского военного училища. 2 августа 1917 года назначен командующим 196-м пехотным запасным полком, с присвоением звания подполковника.
Дальнейшая судьба неизвестна. Умер не ранее 1935 года.

## Награды
- Орден Святого Владимира 4-й ст. с мечами и бантом (ВП 25.02.1906)
- Орден Святой Анны 4-й ст. с надписью «за храбрость» (ВП 10.03.1906)
- Орден Святого Георгия 4-й ст. (ВП 25.02.1907)
- Орден Святого Станислава 2-й ст. (ВП 6.12.1912)
- Орден Святой Анны 2-й ст. (ВП 8.05.1915)